# Aleksandra Polańska-Hryńczuk
Aleksandra Polańska-Hryńczuk (ur. 11 stycznia 1911 w Łabowej, zm. 30 listopada 2004) – pisankarka łemkowska. 

## Życiorys
Urodziła się w rodzinie sołtysów jako dziesiąte dziecko swoich rodziców, po niej urodziła się jeszcze dwójka dzieci. Jej ojcem był Aleksander Polański, posiadacz ok. 100 ha ziemi i lasu; matką była Amalia Steranka. Aleksandra Polańska uczęszczała do szkoły podstawowej w Łabowej, a następnie do Nowego Sącza. W Nowym Sączu z bardzo dobrymi wynikami ukończyła seminarium nauczycielskie. Wraz z innymi Łemkami została aresztowana 1 września 1939 r. i umieszczona w Berezie Kartuskiej. Zwolniono ją po kilku tygodniach. W 1940 r. wyszła za mąż za Bohdana Hryńczuka i miała z nim córkę i syna. W 1947 r. cała rodzina została wysiedlona w ramach akcji „Wisła” i osiadła w Chojnowie, a w 1959 r. przeniosła się do Wrocławia. Zmarła 30 listopada 2004 r. i została pochowana na Cmentarzu Grabiszyńskim.

## Twórczość
Aleksandra Polańska-Hryńczuk zaczęła tworzyć pisanki w wieku pięciu lat i była aktywna w tej dziedzinie przez całe życie. Z opisu jej twórczości sporządzonego w latach 80. XX w. wynika, że ozdabianie jaj zajmowało jej niekiedy kilkanaście godzin dziennie. Najwięcej prac wykonywała przed Wielkanocą, ale pracowała przez cały rok. 
Polańska-Hryńczuk wykonywała pisanki techniką batikową. Początkowo pracowała na jajkach ugotowanych na twardo, z czasem ozdabiała wyłącznie jaja surowe, z których po zakończeniu procesu zdobienia robiła wydmuszki. Na umytą i lekko podgrzaną powierzchnię jaja nakładała roztopiony wosk za pomocą szpilki wbitej w patyczek, pełniący rolę uchwytu. Wosk spływał z główki szpilki i tworzył charakterystyczne plamki w kształcie zbliżonym do przecinka. Plamki te układała w motywy, a te z kolei we wzory, roślinne, geometryczne czy zoomorficzne. Następnie jajko było wkładane do barwnika. Po wykonaniu tego etapu zdobienia pisanki, rozgrzewała jej powierzchnię i usuwała wosk za pomocą wacika. W ten sposób otrzymywała biały wzór na kolorowym tle. Powtarzając etapy nakładania wosku, barwienia skorupki i usuwania wosku otrzymywała pisanki wielokolorowe. Polańska-Hryńczuk wykonywała pisanki w 5–6 kolorach, chociaż zdarzały się i takie, w których zastosowała 10 kolorów. Efekt taki osiągała, zanurzając jaja w kąpieli z coraz to ciemniejszej farby. Do barwienia stosowała farby kupowane w sklepach gospodarczych jak również barwniki naturalne otrzymywane z łusek cebuli, kory dębowej, kory olszy, suszonych borówek i oziminy.
W swojej twórczości Polańska-Hryńczuk stosowała szeroko tradycyjne wzornictwo łemkowskie. Na powierzchni pisanki artystka stosowała podziały równikowe, południkowe, a czasami jedne i drugie lub też nie stosowała żadnego podziału na pola zdobnicze. Licznie w jej pracach pojawiały się tzw. „słoneczka”, które umieszczała na biegunach lub obwodzie jajka, był to motyw zdobniczy stosowany powszechnie w Łabowej i okolicach, a znany na całej Łemkowszczyźnie. Wg artystki „słoneczka” wykonywały jej babcia i prababcia. Od swojej babki nauczyła się również wzoru „koronkowego”, delikatnego białego motywu na kolorowym tle. Oprócz odtwarzania wzorców tradycyjnych artystka opracowała własny indywidualny styl, w którym pojawiły się pisanki wielobarwne, a także motywy kwiatów, zwierząt, a nawet elementów architektury wrocławskiej. W wykonywanych przez nią pisankach nie można znaleźć dwóch identycznych sztuk.
Od 1968 r. brała udział w wielu konkursach pisankarskich, w których otrzymywała nagrody. W 1968 r. zajęła I miejsce w konkursie Muzeum Etnograficznego we Wrocławiu. W 1969 r. zdobyła I miejsce w ogólnopolskim konkursie pisanek zorganizowanym przez Muzeum Etnograficzne w Krakowie. Wielokrotnie była nagradzana w Gorzowskim Konkursie Pisanek organizowanym od 1971 r. przez Związek Ukraińców w Polsce. 
Ponad 130 jej prac znajduje się w Muzeum Narodowym we Wrocławiu a 160 w Muzeum Etnograficznym w Krakowie. Pisanki jej autorstwa mają też w swoich zbiorach Muzeum Lubuskie w Gorzowie i Muzeum Kultury Łemkowskiej w Zyndranowej.